# 文岑蒂·维托斯
文岑蒂·维托斯（波蘭語：Wincenty Witos，波蘭語發音：[vinˈt͡sɛntɨ ˈvitɔs]，1874年1月22日—1945年10月31日），是波兰第二共和国时期自由派政治家、波兰人民党（PSL）的杰出领导人，他曾在1920年代三度担任波兰总理。
他从1895年起即是波兰人民党的成员，1913年开始担任党内“皮亚斯特派”领袖。他在1908年至1914年期间成为加利西亚下议院的议员，1911年到1918年他是驻维也纳的奥匈帝国议会的特使。维托斯还是1918年波兰清算委员会的领导人、皮亚斯特党的领袖，以及1919至1920年的波兰下议院议员。
他在1920年至1921年、1923年和1926年三度担任波兰总理之职。1926年，第三次维托斯政府被约瑟夫·毕苏斯基元帅领导的五月政变推翻。维托斯曾是反抗萨纳齐亚政权的领导人之一，他作为1929年至1930年瑟姆的反对派领袖，主导并改组了人民党。此后不久，他遭受监禁，最终于1933年至1939年流亡捷克斯洛伐克；在那段时间里，他被视为“农民的救世主”。流亡结束后，他返回到波兰，却又被入侵的德军再度囚禁。
在1941年3月，维托斯的身体状况逐渐不佳，他被德国人释放，但被命令留在维尔茨霍斯瓦维采。1944年7月，德国占领当局要求他公开做出反苏声明，被他所拒绝。1945年，他被提名为战后的波兰国务委员会副主席之一，直至1946年人民党重建并由斯坦尼斯瓦夫·米科瓦伊奇克接管。